# Capità K. H. Coussmaker
Capità George K. H. Coussmaker (1782) és un retrat a l'oli sobre tela de Joshua Reynolds. Les seves dimensions són 238,1 × 145,4 cm i està situat en el Metropolitan Museum of Art de Nova York.

## Història
Coussmaker va néixer a Londres el 1759 d'Evert i Mary Coussmaker, i va entrar en l'exèrcit el 1776. Va ser promocionat diverses vegades, però mai no va estar en activitat i es va retirar el 1795. Es va casar amb Catherine Southwell el 1790 i van tenir dos nens, George i Sophia -més tard, Baronessa de Clifford-. Va morir el 1801. Coussmaker va posar per a Reynolds 21 vegades, i el seu cavall 8 vegades, entre el 9 de febrer i el 16 d'abril de 1782, un nombre excepcional de temps. Reynolds va obtenir 205 lliures, més 10 guinees pel marc. El retrat va quedar en poder de Coussmaker i els seus descendents fins que el 1884 va ser venut a William K. Vanderbilt, i llegat al Museu Metropolità d'Art de Nova York, el 1920. Els curadors del Museu descriuen el quadre com «un treball excepcionalment bo... La composició és complexa i el conjunt està vigorosament pintat.»